# Ini (reine dans l'Égypte antique)
Pour les articles homonymes, voir Ini.
Ini (ou Ineni, Inni) est une ancienne reine égyptienne qui a vécu pendant la XIIIe dynastie (vers 1700 av. J.-C.). Elle n'est connue jusqu'à présent que par 21 scarabées et une empreinte de sceau de Kerma. Elle a les titres de Grande épouse royale et Unie à la couronne blanche. Elle est l'une des premières reines égyptiennes antiques dont le nom a été écrit dans un cartouche. Cette approche de l'écriture d'un nom n'était auparavant utilisée que pour les noms de rois et certaines filles de rois occupant des postes spéciaux. Le nom du mari d'Ini n'est pas connu avec certitude. On pense qu'il s'agissait du roi Merneferrê Aÿ, car ses scarabées sont de style similaire à celui de ce roi.